# Fontana dei Tritoni
Fontana dei Tritoni är en fontän vid Piazza della Bocca della Verità i Rione Ripa i Rom. Fontänen utfördes av Carlo Francesco Bizzaccheri år 1715.

## Beskrivning
Fontänen består av två tritoner, vilka står på knä på en klippformation och bär upp ett musselskal. Mellan tritonerna sitter påve Clemens XI:s vapen; denne beställde fontänen av Bizzaccheri. Karet är utformat som en åttkantig stjärna, vilken ingår i påvens vapen.

## Bilder
| - Fontana dei Tritoni. I bakgrunden ses Hercules Victors tempel och Portunustemplet. - Fontana dei Tritoni. |

### Webbkällor
- ”Fontana di Piazza Bocca della Verità” (på italienska). info.roma.it. https://www.info.roma.it/monumenti_dettaglio.asp?ID_schede=39. Läst 14 juli 2021.